# Wołoszyński Stawek
Wołoszyński Stawek (slovensky Vološinské pliesko) je nevelké morénové pleso, nalézající se několik desítek metrů severně od Polany pod Wołoszynem, v nadmořské výšce 1245 m, v Bielovodské dolině (polsky Dolina Białki) na polské straně Vysokých Tater. Při nízkém stavu vodní hladiny se rozděluje na dvě plesa, nebo i občas vysychá.

## Turistika
- Turistická značka černá – z Polany pod Wołoszynem na Rusinowu Polanu. Délka túry tam a zpět je stejná: 30 min.